# 英國國家男子籃球隊
英國國家籃球隊是英國的國家男子籃球隊。和其他不少體育項目一樣，英國在過去參加籃球比賽時，分為英格蘭、蘇格蘭、威爾士等球隊參加比賽。而英國國家籃球隊則是因為奧運會要求一個國家只能有一支球隊參見比賽而組建的。北愛爾蘭并沒有參加英國國家籃球隊(若他們欲參加國際賽則是英國或愛爾蘭擇一)。英國隊的現任理事機構由英格蘭（英格蘭籃球），蘇格蘭（蘇格蘭蘇格蘭）和威爾士（威爾士籃球）的國家聯合會於2005年12月1日組成，旨在為2012年夏季奧運會提供一支具有競爭力的球隊。
英國國家籃球隊的教練是克里斯·芬奇。

## 著名球员
罗尔·邓

## 外部連結
- 官方网站